# Phosphorescent
Matthew Houck, bedre kendt som Phosphorescent er en amerikansk singer-songwriter

## Diskografi
| År   | Titel                    | Pladeselskab |
| ---- | ------------------------ | ------------ |
| 2003 | A Hundred Times or More  | Warm         |
| 2004 | The Weight of Flight EP  | Warm         |
| 2005 | Aw Come Aw Wry           | Misra        |
| 2007 | Pride                    | Dead Oceans  |
| 2009 | To Willie                | Dead Oceans  |
| 2010 | Here's to Taking It Easy | Dead Oceans  |
| 2013 | Muchacho                 | Dead Oceans  |
| 2015 | Live At The Music Hall   | Dead Oceans  |